# Serafino Dubois
Serafino Dubois (Roma, 10 d'octubre de 1817 – 15 de gener de 1899) fou un jugador d'escacs italià, el millor del país entre els anys 1850 i 1860s. És conegut com a escriptor d'escacs, i també com a promotor dels escacs a Itàlia.

## Carrera escaquística
Els inicis de la seva carrera coincidiren amb una època en què les regles dels escacs a Itàlia eren diferents de les de la resta d'Europa, però en Dubois no en tenia prou amb ésser reconegut com el millor jugador a Itàlia, i necessitava demostrar que també podia ser un gran jugador a nivell europeu.
Fins a mitjans del segle xix, els torneigs d'escacs eren molt escassos, de manera que la majoria dels grans jugadors estaven limitats a jugar matxs entre ells, sovint amb una substancial bossa de premis que era finançada per ells mateixos o pels seus mecenes. Entre 1840 i 1860 Dubois va jugar molts matxs contra diversos dels millors jugadors europeus, amb unes bones puntuacions, fins i tot quan concedia avantatge de peó i jugada als seus rivals.
El 1846, a Roma, va jugar moltes partides contra Marmaduke Wyvill, que en aquell moment era un dels millors jugadors anglesos, amb un marcador de 55-26 a favor de Dubois quan no concedia avantatge, però de 39-30 a favor de Wyvill quan Dubois concedia avantatge de peó i jugada.
El 1855 va visitar París i el famós Café de la Régence, una meca pels millors jugadors d'arreu del món, i hi va jugar no menys de quatre matxs, guanyant contra el fort Jules Arnous de Rivière per 25-7, Seguin per 5-1, i Wincenty Budzyński per 13½-6½, però perdent per 4-1 contra Lecrivain.
El 1856 va vèncer en Kowsky 11½-1½ i va jugar un altre matx contra Rivière, tot i que el resultat no s'ha conservat. Dos anys més tard va jugar contra el famós novelista rus Ivan Turguénev al Cafe Antonini de Roma, i el guanyà en 25 jugades, concedint avantatge de peó i jugada. La partida va ser publicada més tard a la revista La Nuova Rivista degli Scacchi el 1880.
La seva millor actuació es va produir al Torneig de Londres de 1862, on hi acabà 5è amb 9 punts, per davant de Wilhelm Steinitz, qui posteriorment esdevindria el primer Campió del món oficial. En Dubois va guanyar un premi de 10£, una quantitat actualment equivalent a 700£, i després que acabés el torneig, Steinitz el va reptar per jugar un matx. El futur campió del món va guanyar Dubois per 5½-3½, però en Dubois va guanyar diversos altres matxs el mateix any contra Cornelius Bonetti (11½-1½) i contra Valentine Green — un primer per 5-0 i el segon per 5½-½.

## Dubois i els escacs a Itàlia
Dubois va anar a viure als Països Baixos l'abril de 1863 i s'hi va estar durant uns dos anys, però finalment no es va adaptar al clima, i va retornar a Roma, on es concentrà en l'escriptura, i en la seva tasca de promoció de les regles italianes dels escacs.
Des de les darreries dels 1850 a començaments dels 1870 Serafino Dubois es va cartejar regularment amb mestres francesos i russos sobre com aconseguir la unitat en les regles dels escacs. En particular, en Dubois estava molt interessat a establir l'enroc lliure que era permès sota les regles italianes però no per les europees. En l'enroc lliure, el rei i la torre, després de saltar un per sobre de l'altre, poden anar a qualsevol casella fins a la que ocupava l'altra peça, inclosa.
Hi havia també d'altres diferències significatives en les regles: a Itàlia, estava prohibit prendre un peó "al pas", i els peons només podien ser promocionats a alguna peça prèviament capturada durant la partida. Aquesta regla tenia l'afegit que si un peó assolia la vuitena fila abans que no s'hagués capturat cap peça del seu color, hi havia de romandre 'suspès' fins que no se'n capturés alguna, moment en què la promoció seria possible.
Dubois debatia sobre aquests aspectes en els seus escrits del moment. El 1847 va esdevenir l'editor de la primera columna d'escacs italiana, L'Album a Roma, i cap al 1859 fou co-editor amb Augusto Ferrante de la revista d'escacs La Rivista degli Scacchi. Va publicar un treball en tres volums sobre les diferències entre les regles italianes i europees, en el qual abogava fortament per la defensa de l'enroc lliure.
Malgrat tot, cap als 1880 Itàlia va adoptar les regles europees, tot i que no fou fins a final de segle que foren plentament acceptades al país.

## Llegat
Dubois fou el millor jugador italià en el període entre els 1850 i els 1860. Posteriorment ha estat avaluat amb un Elo virtual de 2642 punts pel gener de 1857 pel lloc web Chessmetrics. Segons chessmetrcis, Dubois fou el número 1 mundial entre el març de 1856 i l'agost de 1858, moment en què fou desbancat per Paul Morphy.
Fou una persona molt influent en el món dels escacs italians. Va escriure molts articles relatius a obertures d'escacs. S'anomenen en honor d'ell, la variant Dubois del gambit Hamppe-Muzio (C25), i també la defensa Dubois-Reti del gambit escocès (C44).